# Campeonato Europeo de Patinaje de Velocidad sobre Hielo de 2011
El CV Campeonato Europeo de Patinaje de Velocidad sobre Hielo se celebró en Collalbo (Italia) del 7 al 9 de enero de 2011 bajo la organización de la Unión Internacional de Patinaje sobre Hielo (ISU) y la Federación Italiana de Patinaje sobre Hielo.
Las competiciones se celebró en la Arena Ritten de la localidad italiana.

## Resultados

### Masculino
| Evento                      | Oro                                     | Plata                                         | Bronce                                      |
| --------------------------- | --------------------------------------- | --------------------------------------------- | ------------------------------------------- |
| 500 m (07.01)               | Konrad Niedźwiedzki · Polonia · 36,04 s | Jan Blokhuijsen · Países Bajos · 36,33 s      | Koen Verweij · Países Bajos · 36,56 s       |
| 1500 m (08.01)              | Håvard Bøkko · Noruega · 1:52,12        | Ivan Skobrev · Rusia · 1:52,52                | Wouter olde Heuvel · Países Bajos · 1:52,72 |
| 5000 m (07.01)              | Ivan Skobrev · Rusia · 6:30,01          | Jan Blokhuijsen · Países Bajos · 6:30,49      | Wouter olde Heuvel · Países Bajos · 6:31,14 |
| 10 000 m (09.01)            | Ivan Skobrev · Rusia · 13:39,80         | Wouter olde Heuvel · Países Bajos · 13:40,18  | Jan Blokhuijsen · Países Bajos · 13:41,4    |
| Clasificación total (09.01) | Ivan Skobrev · Rusia · 154,167 pts.     | Jan Blokhuijsen · Países Bajos · 154,273 pts. | Koen Verweij · Países Bajos · 154,688 pts.  |

### Femenino
| Evento                      | Oro                                                | Plata                                         | Bronce                                        |
| --------------------------- | -------------------------------------------------- | --------------------------------------------- | --------------------------------------------- |
| 500 m (08.01)               | Karolína Erbanová · República Checa · 39,29 s      | Marrit Leenstra · Países Bajos · 39,98 s      | Yekaterina Lobysheva · Rusia · 40,13 s        |
| 1500 m (09.01)              | Ireen Wüst · Países Bajos · 1:59,61                | Martina Sáblíková · República Checa · 2:00,37 | Marrit Leenstra · Países Bajos · 2:00,95      |
| 3000 m (08.01)              | Martina Sáblíková · República Checa · 4:11,36      | Ireen Wüst · Países Bajos · 4:13,40           | Marrit Leenstra · Países Bajos · 4:17,66      |
| 5000 m (09.01)              | Martina Sáblíková · República Checa · 7:07,78      | Ireen Wüst · Países Bajos · 7:18,70           | Diane Valkenburg · Países Bajos · 7:24,69     |
| Clasificación total (09.01) | Martina Sáblíková · República Checa · 165,104 pts. | Ireen Wüst · Países Bajos · 166,463 pts.      | Marrit Leenstra · Países Bajos · 168,045 pts. |

## Medallero
- Solo se otorgan medallas en la clasificación general.

| Núm. | País            | Oro | Plata | Bronce | Total |
| ---- | --------------- | --- | ----- | ------ | ----- |
| 1    | República Checa | 1   | 0     | 0      | 1     |
| 1    | Rusia           | 1   | 0     | 0      | 1     |
| 3    | Países Bajos    | 0   | 2     | 2      | 4     |
|      | TOTAL           | 2   | 2     | 2      | 6     |